# Токусима (княжество)
Княжество Токусима (яп.  徳島藩 Токусима-хан) — феодальное княжество (хан) в Японии периода Эдо (1601—1871). Токусима-хан располагался в провинциях Ава и Авадзи (современные префектуры Токусима и Хёго) на острове Сикоку.

## Краткая история
Административный центр княжества — замок Токусима (современный город Токусима, префектура Токусима).
Доход хана:
256 000 коку риса
Княжество управлялось родом Хатисука, который принадлежал к тодзама-даймё и имел статус правителя провинции (яп. 国主 кокусю). Глав рода имели право присутствовать в большой зале аудиенции сёгуна.
Дочерний хан — Томида-хан (1678—1725)
Токусима-хан был ликвидирован в 1871 году.

## Правители княжества
| №  | Имя               | Имя         | Годы правления | Годы жизни  | Примечания                                                                   |
| -- | ----------------- | ----------- | -------------- | ----------- | ---------------------------------------------------------------------------- |
| 1  | Хатисука Ёсисигэ  | 蜂须贺至镇  | 1601 — 1620    | 1586 — 1620 | Сын и преемник Хатисуки Иэмасы                                               |
| 2  | Хатисука Тадатэру | 蜂須賀 忠英 | 1620 — 1652    | 1611 — 1652 | Старший сын Хатисуки Ёсисигэ                                                 |
| 3  | Хатисука Мицутака | 蜂須賀 光隆 | 1652 — 1666    | 1630 — 1666 | Старший сын и преемник Хатисуки Тадатэру                                     |
| 4  | Хатисука Цунамиси | 蜂須賀 綱通 | 1666 — 1678    | 1656 — 1678 | Сын Хатисуки Мицутаки                                                        |
| 5  | Хатисука Цунанори | 蜂須賀 綱矩 | 1678 — 1728    | 1661 — 1730 | Третий сын Хатисуки Такасинори, усыновлен Хатисукой Цунамиси                 |
| 6  | Хатисука Мунэкацу | 蜂須賀 宗員 | 1728 — 1735    | 1709 — 1735 | Третий сын и преемник Хатисуки Цунанори                                      |
| 7  | Хатисука Мунэтеру | 蜂須賀 宗英 | 1735 — 1743    | 1684 — 1743 | Второй сын Хатисуки Такаёси, усыновлен Хатисукой Цунанори                    |
| 8  | Хатисука Мунэсигэ | 蜂須賀 宗鎮 | 1739 — 1754    | 1721 — 1780 | Второй сын Мацудайры Ёритоё                                                  |
| 9  | Хатисука Ёсихиро  | 蜂須賀 至央 | 1754 — 1754    | 1737 — 1754 | Третий сын Мацудайры Ёритоё, младший брат и преемник Хатисуки Мунэсигэ       |
| 10 | Хатисука Сигэёси  | 蜂須賀 重喜 | 1754 — 1769    | 1738 — 1801 | Четвертый сын Сатакэ Ёсимити                                                 |
| 11 | Хатисука Харуаки  | 蜂須賀 治昭 | 1769 — 1813    | 1758 — 1814 | Старший сын и преемник Хатисуки Сигэёси                                      |
| 12 | Хатисука Наримаса | 蜂須賀 斉昌 | 1813 — 1843    | 1795 — 1859 | Второй сын Хатисуки Сигэёси                                                  |
| 13 | Хатисука Нарихиро | 蜂須賀 斉裕 | 1843 — 1868    | 1821 — 1868 | 22-й сын одиннадцатого сёгуна Токугавы Иэнари, усыновлен Хатисукой Наримасой |
| 14 | Хатисука Мотиаки  | 蜂须贺茂韶  | 1868 — 1871    | 1846 — 1918 | Старший сын и преемник Хатисуки Нарихиро                                     |